# Atomic GmbH
Atomic GmbH is een Oostenrijks producent van skisportartikelen: skilatten voor alpineskiën, noords skiën, freestyleskiën en biatlon, skischoenen, skistokken, bindingen, helmen, skibrillen, snowboarden enzovoort. Het bedrijf is opgericht in 1955 is gevestigd in Altenmarkt im Pongau. Het is een onderdeel van het Finse Amer Sports, waarvan ook Salomon (wintersportartikelen), Wilson Sporting Goods (o.m. tennisrackets), Mavic (fietsonderdelen) en Suunto (meetinstrumenten) deel uitmaken.

## Geschiedenis

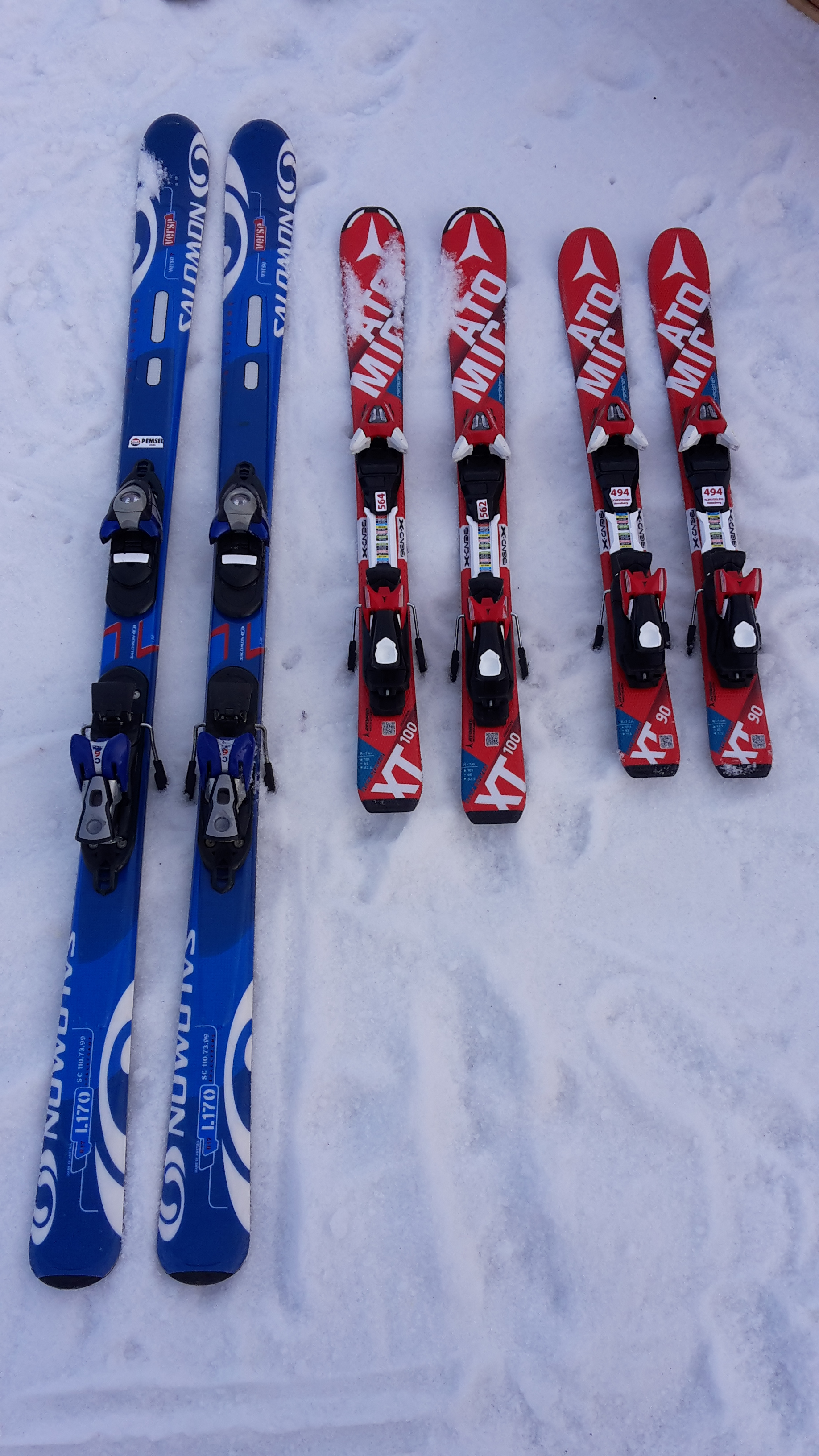
Salomon/Atomic

Alois Rohrmoser stichtte Atomic in 1955. Hij begon met vier personeelsleden en produceerde ongeveer 40 paar ski's per jaar. De productie groeide naar ongeveer 5.000 paar in het begin van de jaren 1960. In 1967 werd begonnen met de industriële productie van ski's in Wagrain. In 1969 werden 72.000 paar ski's geproduceerd. In 1971 bouwde Atomic een tweede fabriek in Altenmarkt im Pongau en in 1981 opende Atomic als eerste westers bedrijf een fabriek in het Oostblok, in het Bulgaarse Tsjepelare. Tegelijk breidde het zijn gamma uit en in 1989 werd het de eerste fabrikant die een complete uitrusting kon aanbieden bestaande uit skiën, schoenen, bindingen en stokken. Atomic werd een van de grootste skiproducenten van de wereld. De skiproductie piekte bij 831.000 paar in 1991 en 1992.
Maar Atomic raakte in financiële moeilijkheden en in 1994 werd het bedrijf insolvent verklaard door de Oostenrijkse bank BAWAG. De insolventieprocedure werd in maart 2006 van rechtswege opgeheven.
In november 1994 kocht de Finse Amer Sports Group het bedrijf over voor 918,7 miljoen schilling (66,8 miljoen euro). In januari 1995 verwierf de BAWAG dan 10% van Atomic voor 350 miljoen schilling, wat betekende dat het bedrijf plots 3,5 miljard schilling waard was. Onder meer omwille van deze dubieuze transacties en de snelheid waarmee BAWAG het bedrijf insolvent had verklaard, heeft de Oostenrijkse Nationale Raad in 2007 een onderzoek gevoerd naar het reilen en zeilen van de BAWAG.
In het alpineskiën is Atomic volgens bedrijfsleider Mayrhofer marktleider met een marktaandeel van 18 à 19 procent.

## Sponsoring
Atomic sponsort vele topskiërs. In 2013 onder meer de alpineskiërs  Benjamin Raich, Carlo Janka, Erik Guay, Marcel Hirscher, Marlies Schild, Kathrin Zettel, Michaela Kirchgasser, Peter Fill en Tina Weirather; de noordse combinatieskiërs Bill Demong en Johnny Spillane; de langlaufers Hanna Falk en Martin Koukal; de biatleten Christoph Sumann en Dominik Landertinger. In het verleden sponsorde Atomic onder meer ook Bode Miller, Marc Girardelli, Lasse Kjus, Markus Wasmeier, Hermann Maier en Annemarie Moser-Pröll.